# Kayna Samet
Kayna Samet, nom de scène de Malika Zoubir, est une chanteuse de soul, hip-hop et RnB et rappeuse française d’origine algérienne, née le 27 septembre 1980 à Nice dans les Alpes-Maritimes.

## Biographie

### Enfance
Née à Nice le 27 septembre 1980, dans une famille d'origine algérienne, elle grandit hors des quartiers sensibles de sa ville natale.
Pendant une enfance entre parents divorcés, elle découvre son premier amour pour la musique avec les disques de funk de son grand frère[Interprétation personnelle ?], mais aussi avec les grandes voix de la chanson française telles que Jacques Brel, Édith Piaf, Léo Ferré ou encore Elton John.[réf. nécessaire]
À l’âge de 15 ans, elle décide de se lancer dans la musique et intègre différents groupes de rap locaux, d'abord en tant que choriste, puis en tant que rappeuse sous le pseudo « VOLUPTE ».[réf. nécessaire]

### Vie privée
Kayna Samet a été la conjointe du rappeur Sinik avec qui elle a eu une petite fille nommée Inès née le 3 mars 2009.

## Carrière de chanteuse

### 1999:Le Parcours d'une goutte d'eau
Grâce à l’aide de son premier manager, Nabila Jaadi, qui l’accompagne dans sa vision artistique, assure le rôle entre elle et les maisons d’édition et défend ses droits, Kayna sort son 1er maxi ce qui lui permet de se connecter avec l’industrie de la musique. Après avoir reçu une cassette démo,  Akhenaton leur propose de venir à Marseille pour enregistrer un morceau sur une compilation, morceau qui ne verra finalement jamais le jour.
En 1999, sort le premier maxi, Le Parcours d'une goutte d'eau (grâce au soutien financier de son manager et aux concours remportés), composé par Christophe Geloni (Nitrik) et Philippe Trandaphilov (Slave) et distribué dans les Fnac de Monaco, Nice, Cannes et Paris. En 2000, elle interprète le titre Jeune Fille d’en bas sur la bande originale du film La Squale produit par Cut Killer et DJ Abdel aux platines, avec qui elle retravaillera pour la compilation R'n'B 2000 International avec le titre Vas-y Pars'’.
Elle décide d'opter pour un pseudonyme qui lui correspond davantage : Kayna Samet, en hommage à Kahina, grande reine Amazigh des Aurès, ainsi qu'à sa grand-mère maternelle. Elle rencontre ensuite Matt Houston sur un plateau TV, qui l'invite à lui donner la réplique sur son deuxième album, R&B 2 Rue, dans le duo Le prix à payer, sorti le 13 mars 2001, puis à participer à toutes ses tournées en faisant ses premières parties en compagnie de Diam's.
En juillet 2002, Kayna Samet sort un titre en solo, Blazée D'la Life. Booba, après avoir entendu son seul titre solo sorti dans l'intervalle, lui demande d'évoquer avec lui sa Destinée, sur sa réédition de l'album Temps mort sortit le 15 novembre 2002.
En 2003, elle collabore avec IAM sur le titre Nous, tiré de l'album Revoir un printemps, sorti le 16 septembre 2003 et sur l'album La Fierté Des Nôtres de Rohff avec le titre Pétrole, sorti le 21 juin 2004.
Entre-temps, Kayna Samet signe avec le label Voix Publik et commence à travailler sur l'écriture de son premier album, en fédérant autour d'elle une équipe de musiciens : Anakroniq.

### 2012: À Cœur ouvert
Elle revient en mai 2012 avec son 2e album, A Cœur Ouvert, disponible en digital, dont le premier extrait s'intitule Si tu m'aimes. Le deuxième extrait est Yema en duo avec la chanteuse Indila.
Elle est présente sur le titre « Enfants Soldats » de l'album 4e dimension de Psy 4 de la Rime sorti le 1er avril 2013.

### 2013:Deep Voice
En 2013, Kayna Samet effectue un featuring avec Lacrim sur son album Né Pour mourir.
Deep Voice est une compilation des plus grands titres où Kayna Samet est présente.

### 2014:Thug Wife
Son troisième album, intitulé Thug Wife, sort le 16 juin 2014.
Le premier single est le titre No money, en duo avec le rappeur Soprano. Le titre est disponible sur iTunes, et le clip officiel est sorti quelques jours après.
Le deuxième single est Bousillée disponible sur iTunes. Les clips des titres « Bousillée » et « Mon Paradis » sont disponibles.
Elle participe avec les rappeurs Lartiste et Rim'k au morceau Déconnectés de DJ Hamida. Elle participe également au projet collectif Abbé Road en interprétant le single Le Chemin de Pierre au profit de la Fondation Abbé Pierre.
En 2016 elle sort un single nommé ça va aller. Elle recidive en 2018 avec Bye Bye.
Elle participe à la production du morceau Mona Lisa de Booba. Ce dernier lui rend également hommage dans le titre Kayna, homonyme à son prénom de scène, sorti en mai 2021 et tous deux enregistrent le morceau Kayna (remix) sorti en juin 2021.

## Collaborations
- 2000 : 7ans - À Suivre...

- 2000 : Vas-y Pars - R'n'B 2000 International - Cut Killer & DJ Abdel
- 2000 : Jeune Fille D'en Bas - V.O de la bande annonce - La Squale
- 2001 : Le Prix à Payer - R'n'B 2 Rue - Matt Houston
- 2002 : Destinée - Temps mort - Booba
- 2003 : Nous - Revoir un printemps - IAM
- 2004 : Pétrole - La Fierté des nôtres - Rohff
- 2005 : Tueuses nées - Hors Album - Keny Arkana
- 2006 : Autodestruction - Immortel - Sinik
- 2006 : Rien N'a Changé - Sang froid - Sinik
- 2007 : De Tout Là-Haut - Le Toit du monde - Sinik
- 2007 : L'Automne de blocs-Notes - L'Hiver Peul - Souleymane Diamanka
- 2007 : Pour La Cause - Jamal Phillips
- 2008 : Laisse Nous Croire - À l'ombre du show buziness - Kery James
- 2009 : Inesperée - Ballon d'or - Sinik
- 2011 : Aller sans retour - Évolution 2011 - DJ Abdel
- 2012 : Biopic - Don't Panik - Médine
- 2012 : Pinocchio - La plume et le poignard - Sinik
- 2013 : Bonnye and Clyde - Né pour mourir - Lacrim
- 2013 : Enfants soldats  - 4e Dimension - Psy 4 de la rime
- 2013 : Pour nous deux - 4e Dimension Reloaded - Psy 4 de la rime
- 2013 : Le plus beau jour - Maintenant ou jamais - Dry
- 2014 : Chant de vision - Chant de vision - Redk
- 2014 : Au royaume de mes pensées - Chant de vision - Redk
- 2014 : Déconnectés - A la bien mix party - Dj Hamida
- 2015 : Secteur - L'homme au bob - Gradur
- 2015 : Mehlia - A la bien mix party 2015 - DJ Hamida ft Rim'k du 113
- 2019 : Éprouvé - LACRIM - Lacrim
- 2019 : Olé Olé - Agapé - Shy'm & Chilla
- 2021 : Kayna (Remix) - Booba
- 2022 : La route est longue - Laetitia Kerfa
- 2023 : Boite à Gants - Maes